# Grievous Angel
Az 1974-es Grievous Angel Gram Parsons második szólólemeze, melyet 1973-as stúdiófelvételekből állították össze és jelentették meg halála után. Bár a kritikusok dicsérték, kereskedelmi sikert nem ért el, a Billboard 200 listán csak a 195. helyig jutott.
2003-ban 421. lett a Rolling Stone magazin Minden idők 500 legjobb albuma listáján. Szerepel az 1001 lemez, amit hallanod kell, mielőtt meghalsz című könyvben.

## Az album dalai
| 1. | Return of the Grievous Angel | Gram Parsons, Thomas Brown | 4:19 |
| 2. | Hearts on Fire               | Walter Egan, Tom Guidera   | 3:50 |
| 3. | I Can't Dance                | Tom T. Hall                | 2:20 |
| 4. | Brass Buttons                | Parsons                    | 3:27 |
| 5. | $1000 Wedding                | Parsons                    | 5:00 |

| 1. | Medley Live from Northern Quebec: Cash on the Barrelhead Hickory Wind | Charlie Louvin, Ira Louvin Parsons, Bob Buchanan | 2:12 4:15 |
| 2. | Love Hurts                                                            | Boudleaux Bryant                                 | 3:40      |
| 3. | Ooh Las Vegas                                                         | Parsons, Ric Grech                               | 3:29      |
| 4. | In My Hour of Darkness                                                | Parsons, Emmylou Harris                          | 3:42      |

## Közreműködők
- Gram Parsons – ének, akusztikus gitár
- Emmylou Harris – vokál, kivéve a Brass Buttons-t
- Glen D. Hardin – zongora, elektromos zongora
- James Burton – elektromos szólógitár
- Emory Gordy, Jr. – basszusgitár
- Ronnie Tutt – dob
- Herb Pedersen – akusztikus ritmusgitár, kivéve az I Can't Dance-t
- Al Perkins – pedal steel gitár

### További zenészek
- Bernie Leadon – elektromos szólógitár a Hearts on Fire-ön, dobro az In My Hour of Darkness-en
- Byron Berline – hegedű a Return of the Grievous Angel, Medley Live from Northern Quebec és In My Hour of Darkness dalokon, mandolin a Medley-n
- N.D. Smart – dob a Hearts on Fire és In My Hour of Darkness dalokon
- Steve Snyder – vibrafon a Medley Live from Northern Quebec-en
- Linda Ronstadt – harmónia az In My Hour of Darkness-en
- Kim Fowley, Phil Kaufman, Ed Tickner, Jane & Jon Doe – „bla-bla a háttérben” a Medley Live from Northern Quebec-en

## Fordítás
Ez a szócikk részben vagy egészben a Grievous Angel című angol Wikipédia-szócikk ezen változatának fordításán alapul.  Az eredeti cikk szerkesztőit annak laptörténete sorolja fel. Ez a jelzés csupán a megfogalmazás eredetét és a szerzői jogokat jelzi, nem szolgál a cikkben szereplő információk forrásmegjelöléseként.